# أحمد عبد الله عبد الرحمن
أحمد عبد الله عبد الرحمن (بالفرنسية: Ahmed Abdallah Abderamane)‏ (1919 – 1989 م) هو سياسي من جزر القمر. أعلن في تاريخ 6 يوليو 1975 استقلال جزر القمر في مجلس النواب الفرنسي، فصار أول رئيس منتخب لجزر القمر منذ استقلالها عن فرنسا.

## نسبه
أحمد بن عبد الله بن عبد الرحمن بن كمبو بن أحمد بن عمر بن محمد بن عبد الله بن أحمد بن صالح بن عمر بن صالح بن الشيخ أبي بكر بن سالم بن عبد الله بن عبد الرحمن بن عبد الله بن عبد الرحمن السقاف بن محمد مولى الدويلة بن علي بن علوي الغيور بن الفقيه المقدم محمد بن علي بن محمد صاحب مرباط بن علي خالع قسم بن علوي بن محمد بن علوي بن عبيد الله بن أحمد المهاجر بن عيسى بن محمد النقيب بن علي العريضي بن جعفر الصادق بن محمد الباقر بن علي زين العابدين بن الحسين السبط بن علي بن أبي طالب، وعلي زوج فاطمة بنت محمد ﷺ.
فهو الحفيد 37 لرسول الله محمد ﷺ في سلسلة نسبه.

## مناصبه
وقد تولى مناصب في عهد الاستعمار الفرنسي وبعده، منها:
- رئيس المجلس العام الفرنسي في جزر القمر (1949 - 1953)
- عضو في مجلس الشيوخ الفرنسي (1959 - 1973)
- رئيس مجلس الحكومة في جزر القمر (1972 - 1975)
- رئيس جزر القمر الفترة الأولى (6 يوليو 1975 - 3 أغسطس 1975 "عملية انقلاب")
- رئيس جزر القمر الفترة الثانية (23 مايو 1978 - 26 نوفمبر 1989 "عملية اغتيال")

## روابط خارجية
- أحمد عبد الله عبد الرحمن على موقع الموسوعة البريطانية (الإنجليزية)
- أحمد عبد الله عبد الرحمن على موقع مونزينجر (الألمانية)